# Estadio Pepe Barrera
El estadio municipal Pepe Barrera es un campo de fútbol español de propiedad municipal situado en Ribadeo, en la provincia de Lugo, Galicia. Tiene capacidad para 2.500
espectadores y en él juegan como local el Ribadeo Fútbol Club y la Sociedad Deportiva Ribadeo.
En el estadio se disputa el Trofeo Emma Cuervo.

## Historia
Se inauguró en 1957. En 2020 fue remodelado.